# Каракулов, Глеб Олегович
Глеб Олегович Каракулов (род. 12 ноября 1987, Буйнакск, Дагестанская АССР) — бывший капитан ФСО, уволился в 2022 году. Отвечал за обеспечение спецсвязи для президента Российской Федерации Владимира Путина.
После окончания в 2009 году Военно-космической академии имени А. Ф. Можайского, немедленно устроился на работу в ФСО.
14 октября 2022 года во время рабочей командировки в Республику Казахстан вместе с супругой совершил побег в Турцию, из-за несогласия с военным вторжением России на территорию Украины. Объявлен в розыск МВД РФ.
В апреле 2023 года Центром «Досье» было опубликовано интервью с Глебом Каракуловым на YouTube канале Михаила Ходорковского.
По заявлениям в отделе кадров ФСО сведений о нём как о сотруднике нет.